# Frank-Peter Bischof
Frank-Peter Bischof (ur. 20 sierpnia 1954 w Forst) – niemiecki kajakarz. Brązowy medalista olimpijski z Montrealu.
Reprezentował Niemiecką Republiką Demokratyczną. Zawody w 1976 były jego pierwszymi igrzyskami olimpijskimi, startował w tej imprezie także cztery lata później. Medal zdobył w kajakowej czwórce na dystansie 1000 metrów, w osadzie płynęli również Jürgen Lehnert, Bernd Duvigneau i Rüdiger Helm. Na mistrzostwach świata zdobył pięć medali, zwyciężając w 1978 w kajakowej czwórce na dystansie 500 metrów, a w 1981 na dystansie 1000 metrów. W 1981 był trzeci na 500 metrów, a w 1982 zdobył dwa srebrne medale światowego czempionatu w czwórce.